# Giải quần vợt Mỹ Mở rộng 2024
Giải quần vợt Mỹ Mở rộng 2024 là lần thứ 144 Giải quần vợt Mỹ Mở rộng được tổ chức và là giải Grand Slam cuối cùng trong năm. Giải đấu thi đấu trên mặt sân cứng ngoài trời tại USTA Billie Jean King National Tennis Center ở Thành phố New York. Novak Djokovic và Coco Gauff lần lượt là đương kim vô địch nội dung đơn nam và đơn nữ, nhưng Djokovic thua ở vòng 3 trước Alexei Popyrin và Gauff thua ở vòng 4 trước Emma Navarro. Vòng loại của giải đấu diễn ra từ ngày 19 đến ngày 22 tháng 8, trong khi vòng đấu chính diễn ra từ ngày 26 tháng 8 đến ngày 8 tháng 9.

## Giải đấu
Giải đấu được điều hành bởi Liên đoàn Quần vợt Quốc tế (ITF) và là một phần của lịch thi đấu ATP Tour 2024 và WTA Tour 2024 dưới thể loại Grand Slam. Giải đấu được thi đấu trên mặt sân cứng và được diễn ra trên 17 sân với mặt sân Laykold, trong đó có 3 sân chính – Sân vận động Arthur Ashe, Sân vận động Louis Armstrong và Grandstand.